# Salomos oden
Salomos oden, Salomos sånger (ej att förväxla med Salomos psalmer), är en samling av 42 religiösa sånger. De är troligtvis författade under de tre första seklerna efter Jesus födelse och tillskrivna Salomo. Det mest fullständiga manuskriptet upptäcktes 1909. Odenas originalspråk är troligen grekiska eller syriska och innehållet ger intryck av att vara kristet eller judiskt.